# Grand Prix Horsens
Le Grand Prix Horsens est une course cycliste disputée dans les environs de la ville de Horsens au Danemark.
Créée en 2015, l'épreuve fait partie du calendrier de l'UCI Europe Tour en catégorie 1.2.

## Palmarès
| Année | Vainqueur       | Deuxième             | Troisième              |
| ----- | --------------- | -------------------- | ---------------------- |
| 2015  | Alexander Kamp  | Rasmus Guldhammer    | Asbjørn Kragh Andersen |
| 2016  | Alexander Kamp  | Arvid de Kleijn      | Stefan Djurhuus        |
| 2017  | Casper Pedersen | Rasmus Guldhammer    | Torkil Veyhe           |
| 2018  | Herman Dahl     | Steffen Christiansen | Magnus Bak Klaris      |